# Prays endocarpa
Prays endocarpa là một loài bướm đêm thuộc họ Yponomeutidae.